# Andriivka, Skadovsk
Andriivka (în ucraineană Андріївка) este un sat în comuna Uleanivka din raionul Skadovsk, regiunea Herson, Ucraina.

## Demografie
Componența lingvistică a localității Andriivka
     Ucraineană (91,1%)
     Rusă (4,29%)
     Română (1,84%)
Conform recensământului din 2001, majoritatea populației localității Andriivka era vorbitoare de ucraineană (91,1%), existând în minoritate și vorbitori de rusă (4,29%), armeană (2,76%) și română (1,84%).